# Ogród Czasu (Poznań)
Ogród czasu – grupa pięciu zegarów słonecznych znajdujących się nad Jeziorem Maltańskim w Poznaniu.

## Historia
W sierpniu 2003 roku z okazji 750-lecia lokacji miasta Poznania zostało zbudowane nad brzegiem Jeziora Maltańskiego pięć zegarów słonecznych. Inicjatorem projektu był Konrad Tuszewski, dyrektor Malta-Ski. Projekty zegarów wykonali młodzi artyści, absolwenci Akademii Sztuk Pięknych w Poznaniu Dorota i Andrzej Gosienieccy. Ogród czasu składa się z pięciu zegarów różnej konstrukcji. Największy zegar posiada tarczę o średnicy 6,5 metra. 

## Zegary
| Zegar słoneczny     | Opis | Zdjęcie |
| ------------------- | --- | ------- |
| Zegar poziomy       | Na tarczy gnomon jest w postaci podwójnej wskazówki, która przepuszcza promień światła w samo południe. Z tarczy odczytać można jeszcze ważne dni w rocznym cyklu astronomicznym: najkrótszy i najdłuższy dzień w roku oraz dzień zrównania dnia z nocą.                                                                      |         |
| Zegar wielokrotny   | Konstrukcja tarczy zegara pozwala ze wskazań cienia gnomonu odczytać aktualną godzinę w pięciu miastach europejskich: Poznań, Paryż, Rzym, Madryt i Moskwa. |         |
| Zegar analematyczny | Tarcza zegara ma średnicę 6,5 metra i wbudowana jest w płaszczyzne chodnika. Rolę gnomonu pełni osoba, która musi stanąć na tarczy w miejscu przewidzianym dla danego miesiąca. Godzinę wskazuje cień obserwatora. |         |
| Zegar pierścieniowy | Zegar składa się z dwóch metalowych pierścieni. Godziny słoneczne wskazuje cień gnomonu na podziałce wewnątrz poziomego pierścienia. |         |
| Zegar prasłowiański | Tarcza zegara składa się z dwóch półkoli połączonych ze sobą pod kątem prostym. Na jednej z nich widnieje płaskorzeźba słońca. W opisie przy zegarze możemy przeczytać: „Dotknięcie około południa płaskorzeźby-słoneczka, jak mówią tysiącletnie doświadczenia gwarantuje pomyślność, zdrowie i szczęście na długie lata.” . |         |

## Odczyt czasu
Zegary słoneczne w Ogrodzie czasu wskazują czas prawdziwy-słoneczny dla Poznania. Korektę, którą należy uwzględnić aby odczytać obowiązujący czas przedstawia tabela: 
| Data            | Czas zimowy | Czas letni |
| --------------- | ----------- | ---------- |
| 15 stycznia     | +3 min      |            |
| 15 lutego       | +8 min      |            |
| 15 marca        | +2 min      | +62 min    |
| 15 kwietnia     |             | +53 min    |
| 15 maja         |             | +49 min    |
| 15 czerwca      |             | +53 min    |
| 15 lipca        |             | +59 min    |
| 15 sierpnia     |             | +57 min    |
| 15 września     |             | +48 min    |
| 15 października | -21 min     | +39 min    |
| 15 listopada    | -22 min     |            |
| 15 grudnia      | -11 min     |            |